# Permanganato de bário
Permanganato de bário é um composto inorgânico de fórmula química BaMn2O8.

## Preparação
O permanganato de bário pode ser produzido pela dismutação do manganato de bário em uma solução moderadamente ácida, ou através da oxidação do manganato de bário com um oxidante Preparções com soluções aquosas de manganato de bário são extremamente lentas, devido a baixa solubilidade do manganato.

## Reações
Ácido permangânico pode ser preparado na reação de ácido sulfúrico diluído com uma solução de permanganato de bário, sendo o subproduto insolúvel sulfato de bário removido na filtração.:
Ba(MnO4)2 + H2SO4 → 2 HMnO4 + BaSO4
O ácido sulfúrico utilizado deve ser diluído; reações de permanganatos com o ácido puro geram o anidrido heptóxido de dimanganês.